# Roman Dąbrowski (historyk)
Roman Dąbrowski (ur. 1961) – polski historyk, dr hab. nauk humanistycznych, profesor Katedry Historii Literatury Oświecenia i Romantyzmu Wydziału Polonistyki Uniwersytetu Jagiellońskiego.

## Życiorys
W 1985 ukończył studia z zakresu filologii polskiej na Uniwersytecie Jagiellońskim, 18 października 1993 obronił pracę doktorską Podmiot mówiący, narracja, dialog w "Podróży do Ziemi Świętej z Neapolu", "Beniowskim" i w "Królu-Duchu" Juliusza Słowackiego, 9 czerwca 2005 habilitował się na podstawie pracy zatytułowanej Poemat heroikomiczny w literaturze polskiego Oświecenia. 29 stycznia 2018 nadano mu tytuł profesora w zakresie nauk humanistycznych.
Jest profesorem Katedry Historii Literatury Oświecenia i Romantyzmu Wydziału Polonistyki Uniwersytetu Jagiellońskiego.